# Majo to Yajū
Majo to Yajū (魔女と野獣?), también conocida como The Witch and the Beast en inglés, es una serie de manga japonesa escrita e ilustrada por Kousuke Satake. La serie comenzó la serialización en Young Magazine the 3rd en noviembre de 2016, antes de pasar a Monthly Young Magazine luego de que Young Magazine the 3rd publicara su número final. A partir de agosto de 2022, sus capítulos individuales se han recopilado en diez volúmenes. Una adaptación de la serie de televisión de anime producida por Yokohama Animation Laboratory se estrenó el 12 de enero de 2024.

## Sinopsis
Guideau es una joven a la que una bruja lanzó una maldición y se ve forzada a cargar con ese oscuro secreto. Ashaf es un hombre muy alto, de voz suave, que porta un ataúd a la espalda y tiene muchos secretos. Juntos se lanzan a una misión en busca de venganza. Las apariencias engañan y cada paso que dan puede ser el último. En esta aventura de fantasía oscura, ¿qué aguarda al final del camino de estos peculiares protagonistas?

## Personajes
Guideau (ギド Gido?)
 Seiyū: Yō Taichi
Guideau parece una niña, pero originalmente era un hombre cuya apariencia fue cambiada por la maldición de una bruja. Se unió a la Orden de la Resonancia Mágica para encontrar a la bruja y levantar la maldición y, de mala gana, viaja con Ashaf, ayudándolo a resolver casos relacionados con la magia. Tiene como alter ego un hombre enmascarado enorme y poderoso que se libera al besar a una bruja.
Ashaf (アシャフ Ashafu?)
 Seiyū: Toshiyuki Morikawa
Ashaf, un hombre alto, fumador empedernido y de voz tranquila, con un ataúd atado a la espalda que trabaja para la Orden de la Resonancia Mágica. Está asociado con Guideau y viajan resolviendo misterios relacionados con la magia para la Orden.
Ione (イオーネ Iōne?)
 Seiyū: Yōko Hikasa
Una bruja intrigante que la gente del pueblo considera erróneamente una heroína y protectora de la ciudad.  Más tarde se revela que quiere desatar el Fuego del Infierno en la ciudad de Sanguine para vengarse de la discriminación que experimentó mientras crecía. Después de que Guideau en su forma de mujer joven no puede derrotar a Ione, pero gracias a un plan ideado por Ashaf, Gideau besa a Inoe para romper su maldición temporalmente, y la golpea hasta someterla.
Mary (マリー Marī?)
 Seiyū: Noriko Shibasaki
Aprendiz de Ione. Ella iba a ser usada por Ione como sacrificio para desatar el Fuego del Infierno, pero es rescatada a tiempo por Guideau y Asharf.
Kiera Haines (キーラ・ヘインス Kīra Heinsu?)
 Seiyū: Junko Minagawa
Una maga que trabaja como policía en Hayden, la capital de Pheres, donde está comprometida para atrapar a la bruja responsable de una serie de asesinatos en serie. Ella había adoptado a los gemelos Shulk y Loran como sus hijos hasta que ellos y Reuben son aparentemente asesinados por la bruja. Pero cuando descubre que sus hijos seguían vivos y fueran los responsables de los asesinatos en masa ocurridos en la ciudad, Kiera los mata a tiros.
Reuben Cole (ルーベン・コール Rūben Kōru?)
 Seiyū: Hidenobu Kiuchi
El detective de policía de Hayden y el difunto novio de Kiera. Una de las víctimas de los asesinatos en serie en el arco de El pasatiempo de la bruja.
Shulk (シュルク Shuruku?)
 Seiyū: Atsushi Kōsaka
Loran (ロラン Roran?)
 Seiyū: Takuma Terashima
Phanora Kristoffel (ファノーラ・クリストフル Fanōra Kurisutofuru?)
 Seiyū: Saori Hayami
Johan (ヨハン Yohan?)
 Seiyū: Ryōta Ōsaka
Jeff Enker (ジェフ・エンカー Jefu Enkā?)
 Seiyū: Hozumi Gōda
Necromancer (死霊魔術師 Shiryō Majutsushi?)
 Seiyū: Nozomu Sasaki
Helga Velvet (へルガ・ベルベット Heruga Berubetto?)
 Seiyū: Miyu Tomita
Magic Sword Ashgan (魔剣アシュガン Maken Ashugan?)
 Seiyū: Rintarō Nishi
Matt Cougar (マット・クーガ Matto Kūga?)
 Seiyū: Akira Ishida
The Executioner (処刑人 Shokei hito?)
 Seiyū: Kazuhiro Yamaji
Farmus (ファーマス Fāmasu?)
 Seiyū: Kōsei Hirota
Lowell (ローエル Rōeru?)
 Seiyū: Yū Kobayashi
Angela-Anne Huell (アンジェラ＝アン・フュール?)
 Seiyū: Kana Hanazawa
Conocida como la "Bruja Eterna" es la responsable de la maldición de Guideau. Considerada como una de las brujas originales, posee la habilidad especial de cambiar de cuerpo, gracias a la cual ha estado viviendo por más de 200 años. Se dice que es una de las brujas más fuertes del mundo y tiene una amplia gama de habilidades, incluida la capacidad de crear las mismas herramientas prohibidas con solo mirarlas y la capacidad de revivir poderosos espadachines usando magia nigromántica.

## Contenido de la obra

### Manga
La serie está escrita e ilustrada por Kousuke Satake y comenzó a serializarse en Young Magazine the 3rd el 6 de noviembre de 2016. Después de que Young Magazine the 3rd publicara su último número en abril de 2021, la serie se trasladó a la nueva Monthly Young Magazine, a partir del 20 de mayo. La serie tuvo una pausa inicial de dos meses después de enero de 2023, que luego se extendió debido a la salud de Satake. El primer volumen de tankōbon se publicó el 20 de septiembre de 2017. A partir de agosto de 2022, los capítulos individuales se recopilaron en diez volúmenes de tankōbon.

### Anime
En agosto de 2022, se anunció que la serie recibiría una adaptación al anime. La serie de está producida por Yokohama Animation Laboratory y dirigida por Takayuki Hamana, con Yūichirō Momose escribiendo los guiones, Hiroya Iijima diseñando los personajes y Hanae Nakamura y Natsumi Tabuchi componiendo la música. Se estrenó el 12 de enero de 2024 en TBS y BS11. El tema de apertura es «Sōmonka» (相聞詩?), interpretado por Soko ni Naru, mientras que el tema de cierre es «Hikari no Trill» (光のトリル?), interpretrado por Yoshino Nanjō. Crunchyroll obtuvo la licencia de la serie fuera de Asia.